# Maria Rosa Pellesi
Maria Rosa von Jesus Pellesi (* 11. November 1917 als Bruna Pellesi in Prignano sulla Secchia; † 1. Dezember 1972 in Sassuolo) war eine italienische Ordensfrau, die der Kongregation der Missionsfranziskanerinnen Christi angehörte. In der katholischen Kirche wird sie als Selige verehrt.

## Leben
Bruna Pellesi wurde am 11. November 1917 in Modena als letztes von neun Kindern in eine Bauernfamilie geboren. Wenige Tage nach der Geburt wurde sie auf den Namen Bruna Aldina Maria getauft.
Nach dem Tod ihrer beiden Schwägerinnen, die in jungen Jahren starben, arbeitete Bruna ebenfalls in der Landwirtschaft mit, um das finanzielle Auskommen der Großfamilie zu sichern. Außerdem half sie bei der Erziehung der sechs zurückgebliebenen kleinen Kinder.
Am 27. August 1940 trat sie den Missionsfranziskanerinnen Christi bei und nahm den neuen Ordensnamen Maria Rosa von Jesus an. Von 1940 bis 1942 befand sie sich in der Ordensausbildung. Am 24. September 1941 wurde sie mit der Ordenstracht eingekleidet und legte am 25. September 1942 in Rimini ihre ersten Gelübde ab.
Vom 30. September 1942 bis zum 19. Mai 1945 wirkte sie als Grundschullehrerin in Sassuolo. Im Jahr 1945 unterrichtete sie einige Monate lang in der örtlichen Volksschule in Ferrara, bevor sie an Tuberkulose erkrankte und am 5. September ins Krankenhaus eingeliefert wurde. Sie blieb bis zum 15. November im Krankenhaus und wurde dann in das Sanatorium Pineta in Gaiato geschickt, wo sie bis zum 7. Dezember 1948 blieb. Währenddessen war sie am 31. August 1947 in der Lage, ihre ewigen Gelübde abzulegen.
Pellesi wurde in ein Sanatorium in Bologna verlegt und war für den Rest ihres Lebens in dieser Einrichtungen untergebracht, um die Krankheit zu bekämpfen. So verbrachte sie 22 Jahre zu Hause, zwei Jahre in der Ordensausbildung und drei Jahre im pastoralen Dienst in ihrer Ordensgemeinschaft. Die zweite Hälfte ihres Lebens verbrachte sie in dem Sanatorium.
Im Laufe der Jahre verschlimmerte sich ihre gesundheitliche Situation. Um Erleichterung zu verschaffen, war es immer wieder notwendig, die Lunge zu punktieren um Flüssigkeit abzusaugen. Einmal brach die Nadel ab, und nach vergeblichen Versuchen, sie herauszuziehen, blieb sie von diesem Tag an, dem 28. Oktober 1955, für die nächsten 17 Jahre bis zu ihrem Lebensende in ihrem Körper.
Zwischen den Operationen und Behandlungen, die ihre lange Krankheit kennzeichneten, unternahm Sr. Maria Rosa drei Wallfahrten nach Lourdes und zwei feierliche Weiheakte an die Mutter Gottes, letztere am 16. Juli 1946 und am 8. Dezember 1961.
Am 4. Oktober 1967 feierte Sr. Maria Rosa von Jesus ihr 25-jähriges Ordensjubiläum und am 1. September 1970, nach einem Vierteljahrhundert im Sanatorium, ihr 25-jähriges Jubiläum ihrer Lebenshingabe an das Kreuz Jesu. Während dieser Zeit stand sie in reger Korrespondenz mit Priestern und Ordensleuten und hat über 2000 Briefe geschrieben. Ihr gesamter schriftlicher Nachlass umfasst insgesamt 2134 Seiten in 16 Bänden.
Nachdem sich ihr Gesundheitszustand dramatisch verschlechterte, wurde sie aus dem Sanatorium entlassen und am 6. November 1972 in den Konvent an ihrer ersten Station in Sassuolo verlegt. Dort starb sie am 1. Dezember 1972.

## Seligsprechung
Der Seligsprechungsprozess begann am 6. März 1981 mit dem „nihil obstat“ der Kongregation für die Selig- und Heiligsprechungsprozesse. Gleichzeitig wurde Sr. Maria Rosa der Titel
„Dienerin Gottes“ verliehen.
Der diözesane Informativprozess wurde am 2. Februar 1982 eröffnet und am 2. Februar 1987 abgeschlossen. Dieser wurde am 2. Dezember 1988 in Rom bestätigt. Die Positio des Postulators wurde 1992 an die Kongregation übergeben geschickt.
Nach dem Studium der Positio gaben die Theologen am 21. Dezember 1999 ihre Zustimmung zum Inhalt des Dossiers, woraufhin der C.C.S. am 4. April 2000 seine eigene positive Zustimmung erteilte. Pellesi wurde am 1. Juli 2000 zur „Ehrwürdigen Dienerin Gottes“ ernannt, nachdem Papst Johannes Paul II. den heroischen Tugendgrad ihres Lebens bestätigt hatte.
Das für die Seligsprechung erforderliche Wunder wurde untersucht und am 28. Juni 2006 wurde die Heilung als glaubwürdiges Wunder von Papst Benedikt XVI. anerkannt. Der Papst beauftragte Kardinal José Saraiva Martins, die Seligsprechung in seinem Namen am 29. April 2007 in Rimini zu leiten.
Ihre sterblichen Überreste werden in einer Kapelle der Kirche Sant’Onofrio in Rimini aufbewahrt und verwehrt.
Der derzeitige Postulator für das weitere Heiligsprechungsverfahren ist Fra Carlo Calloni OFMCap.

## Gedenktag
Ihr Gedenktag in der Liturgie der Kirche ist ihr Todestag, der 1. Dezember.